# Nicolas Choart de Buzenval
 (août 2009).
Si vous disposez d'ouvrages ou d'articles de référence ou si vous connaissez des sites web de qualité traitant du thème abordé ici, merci de compléter l'article en donnant les références utiles à sa vérifiabilité et en les liant à la section « Notes et références ».
Nicolas Choart de Buzenval est un évêque janséniste né le 25 juillet 1611 à Paris et mort le 21 juillet 1679 à Beauvais.

## Biographie
Né à Paris, Nicolas est le fils de Théodore Choart de Buzenval, lieutenant dans une compagnie des gardes françaises et mort en 1616, et de Madeleine Potier de Blancmesnil. Le frère de cette dernière, l'évêque de Beauvais Augustin Potier de Blancmesnil, successeur de son frère René à ce diocèse, lui donne une bonne éducation.
Il fut d'abord magistrat, suivant ainsi la tradition familiale des Potier. Il est conseiller au parlement de Bretagne (1630) puis conseiller au Grand Conseil (1631). Il suit même le maréchal de Créquy lors de son ambassade à Rome (1633-1634) avant d'être nommé maître des requêtes. Vidame de Gerberoy, il est pair de France.
Mais Augustin Potier de Blancmesnil, un moment proche de la reine mère, est renvoyé dans son diocèse en 1643. Alors qu'on lui avait promis une ambassade, Nicolas Choart de Buzenval doit également se retirer et rend sa charge de maître des requêtes. Il se rapproche alors de son oncle ; un de ses cousins s'entremet pour que Buzenval succède à Blancmesnil sur le siège de Beauvais. Buzenval en reçoit les bulles le 11 octobre 1650.
Buzenval est favorable à la stricte résidence de l'évêque ; il fait preuve d'une grande activité et d'une grande rigueur pour rénover son diocèse. 
Le diocèse de Beauvais est alors déjà marqué par le jansénisme, notamment grâce aux deux vicaires généraux de son oncle, Claude Tristan et Nicolas Lévesque. Ce dernier prend la direction du séminaire que Blancmesnil avait fondé et que Buzenval fait prospérer : il lui donne notamment un règlement, sur le modèle de celui d'Alet, rédigé par Nicolas Pavillon. 
En raison de son jansénisme, Buzenval doit vite faire face à une révolte de certains des chanoines de la cathédrale. Le mandement qu'il a édicté après la publication de la bulle Cum occasione est refusé par le doyen des chanoines qui en appelle à Rome. Buzenval se montre inflexible, refusant que Rome dicte sa conduite à un évêque français et estimant que l'Assemblée du clergé n'a nullement la force d'un concile.
La position de Buzenval se radicalise encore lors de l'affaire du Formulaire. Avec Nicolas Pavillon, Henri Arnauld et François-Étienne de Caulet, il fait partie des quatre évêques qui ne fléchissent jamais, au risque de s'aliéner le pouvoir royal. La Paix de l'Église apaise cependant les relations et les chanoines favorables à Buzenval retrouvent même la prébende qui leur avait été confisquée.
Le 12 mars 1676 il donne à son frère Henri Choart, chevalier de Buzenval, demeurant à Paris rue Neuve Saint-Merri, une somme de 4 000 livres tournois, formant le capital d'une rente de 222 livres, 4 sols et 5 deniers tournois
Jusqu'à sa mort en 1679, Buzenval administre son diocèse, instituant un Conseil ecclésiastique et effectuant de nombreuses visites dans les paroisses. N'ayant pas de successeur désigné, c'est Toussaint de Forbin-Janson qui lui succède sur le siège de Beauvais.

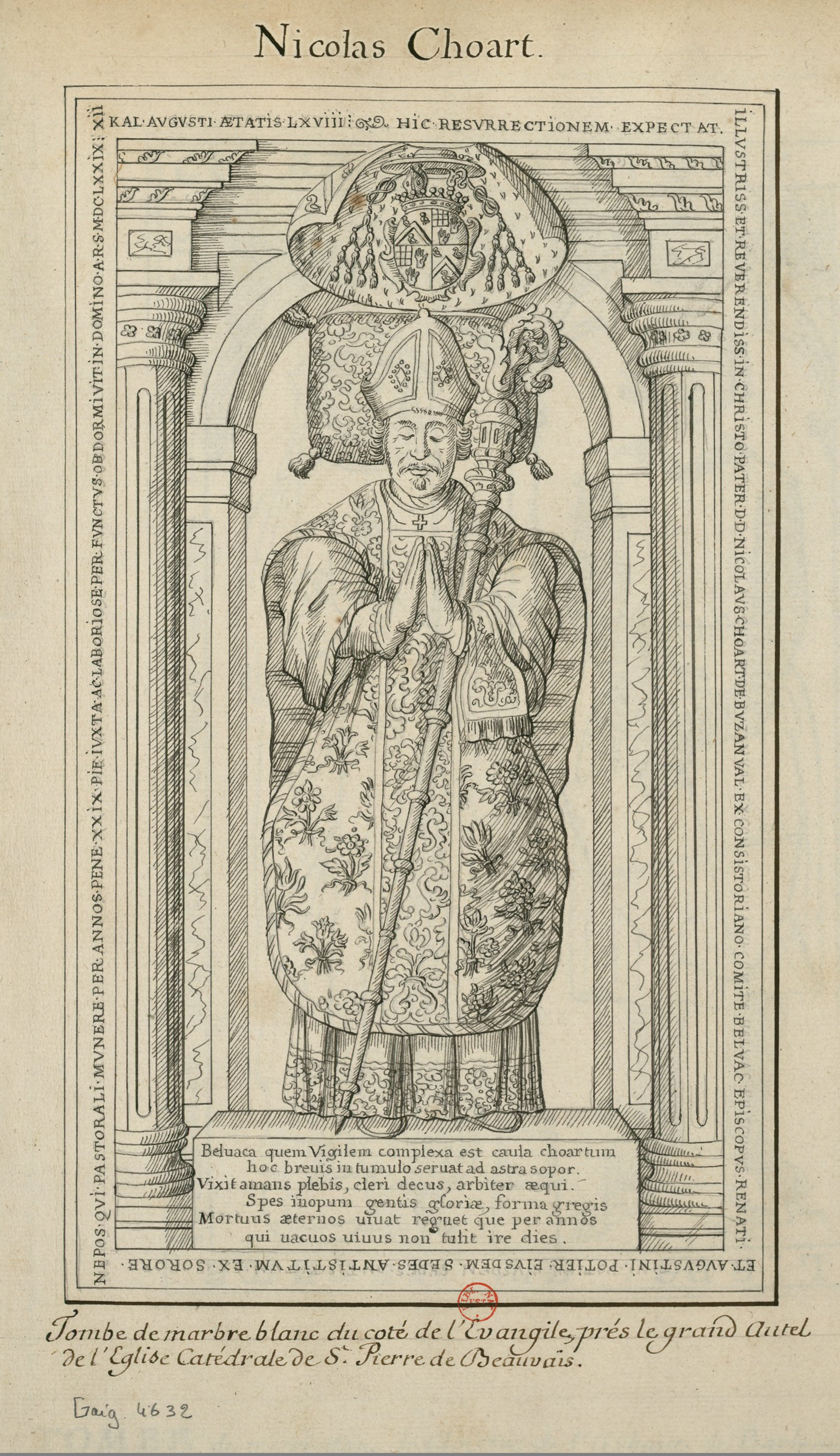
Pierre tombale de Nicolas Choart de Buzenval.

La Grande Mademoiselle qui le visite le décrit ainsi : « C'est un digne prélat : il fait de son devoir son plaisir ; il n'en a pas un plus grand que la résidence, et ses divertissements sont de faire ses visites, dont il s'acquitte bien ; car il a autant de capacité qu'il se peut. Il s'appelle Buzanval ; il a été conseiller au parlement de Paris, puis maître des requêtes, qu'il quitta pour être coadjuteur de son oncle, qui étoit Potier. »